# Mastigoproctus proscorpio
Mastigoproctus proscorpio är en spindeldjursart som beskrevs av Pocock 1894. Mastigoproctus proscorpio ingår i släktet Mastigoproctus och familjen Thelyphonidae. Inga underarter finns listade i Catalogue of Life.